# Дубовсков, Андрей Анатольевич
Андрей Анатольевич Дубовсков (род. 6 февраля 1966, Алма-Ата) — российский топ-менеджер, экс-президент МТС и ПАО АФК «Система», инвестор.

## Биография
В 1993 году окончил ВГИК им. С. А. Герасимова. С того же года начал работать в компаниях «Millicom International Cellular S.A», «Millicom International Cellular B.V.», ООО «Региональная сотовая связь», ЗАО «800» и др. в Алма-Ате, Нижнем Новгороде, Екатеринбурге, Перми и Киеве.
В 2002—2004 годах работал гендиректором компании из группы Tele 2 в Нижнем Новгороде. В 2004—2006 годах занимал пост директора филиала МТС в Нижнем Новгороде. В 2006 году стал директором макрорегиона МТС «Урал». В 2007 году был назначен первым заместителем гендиректора, директором бизнес-единицы «МТС-Украина». В марте 2011 года назначен президентом ПАО «МТС».
В марте 2018 года был назначен на пост президента, председателя правления ПАО АФК «Система». С 2020 по 2021 годы — заместитель председателя совета директоров корпорации.
В начале 2022 года компания Green Drive Андрея Дубовскова анонсировала проект постройки зарядочных станций для электромобилей на автотрассе М4 «Дон».
В браке родились сын и две дочери — Ксения и Мария.